# لنگر (ولایت نوایی)
لنگر (به ازبکی: Langar) یک منطقهٔ مسکونی در ازبکستان است که در ناحیه خطیرچی واقع شده‌است. لنگر ۳٬۷۳۸ نفر جمعیت دارد.